# Alzing
Alzing (Duits: Alzingen in Lothringen ) is een gemeente in het Franse departement Moselle (regio Grand Est) en telt 399 inwoners (1999). De plaats maakt deel uit van het arrondissement Forbach-Boulay-Moselle.

## Geografie
De oppervlakte van Alzing bedraagt 4,5 km², de bevolkingsdichtheid is 88,7 inwoners per km².
De onderstaande kaart toont de ligging van Alzing met de belangrijkste infrastructuur en aangrenzende gemeenten.

## Demografie
Onderstaande figuur toont het verloop van het inwonertal (bron: INSEE-tellingen).